# Crews Hill (stacja kolejowa)
Crews Hill (kod stacji: CWH) - stacja kolejowa w Londynie, na terenie London Borough of Enfield, zarządzana i obsługiwana przez First Capital Connect. W roku statystycznym 2008-09 skorzystało z niej niespełna 84 tysiące pasażerów. 

## Galeria

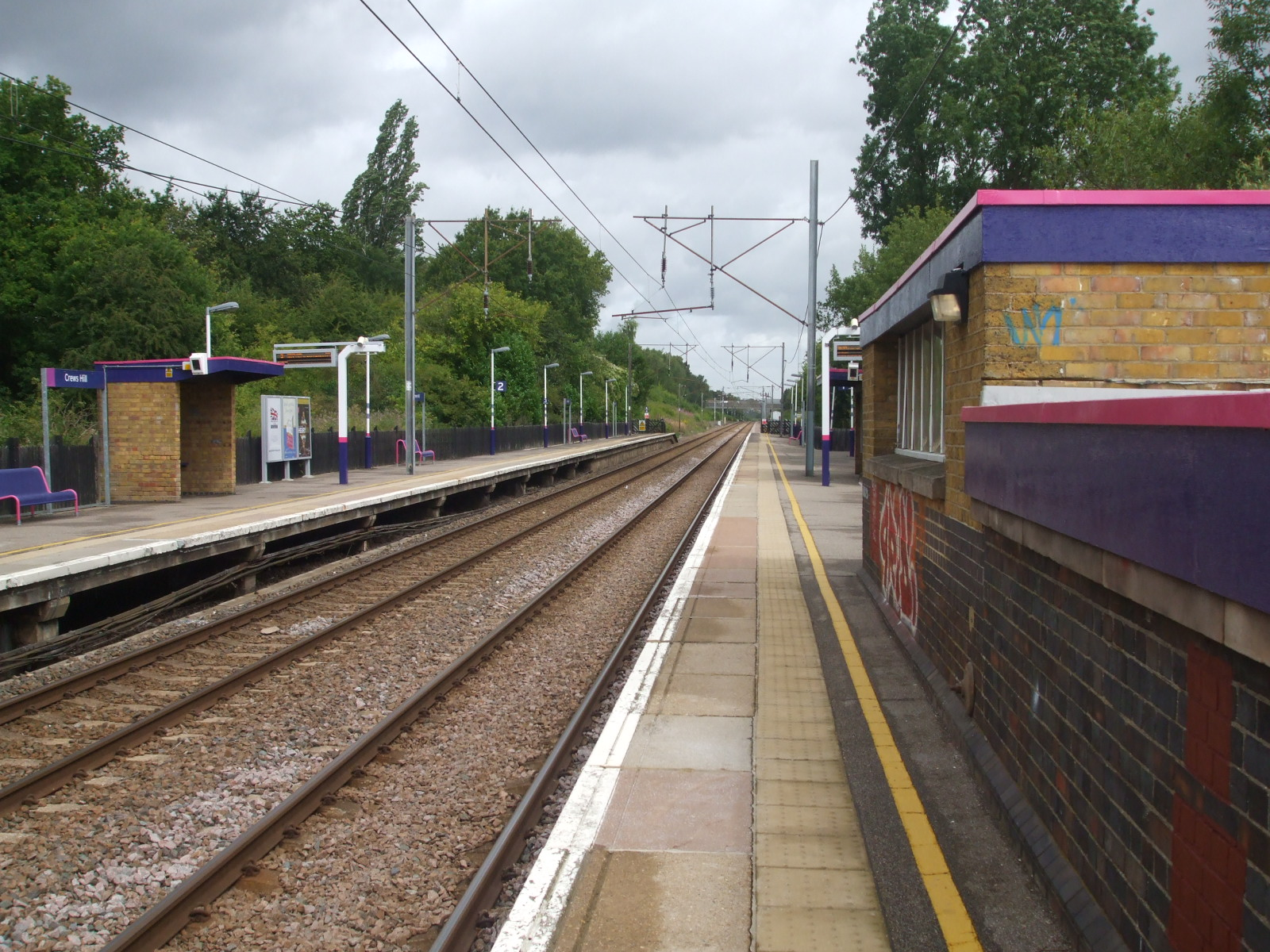
Perony
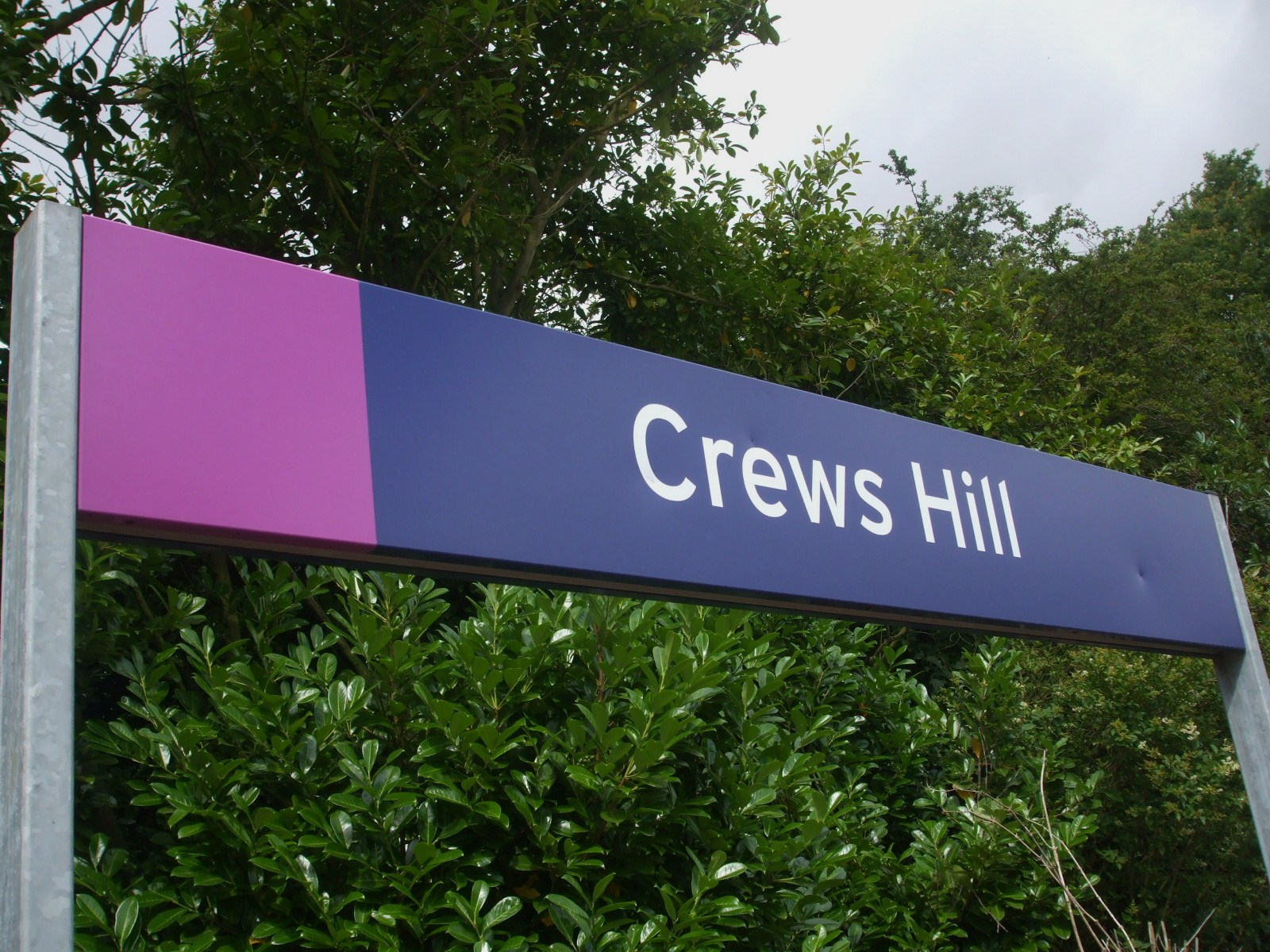
Tablica z nazwą stacji w barwach First Capital Connect